# Alice Gear Aegis
Alice Gear Aegis (アリス・ギア・アイギス Arisu Gia Aigisu?) es un juego móvil japonés desarrollado por Pyramid y publicado por Colopl; se lanzó originalmente en enero de 2018. El juego recibió una adaptación de animación de video original de Nomad en septiembre de 2021. Se lanzó una variante de consola del juego móvil, titulada Alice Gear Aegis CS: Concerto of Simulatrix, de Mages para Nintendo Switch, PlayStation 4 y PlayStation 5 en septiembre de 2022 en Japón, seguido de un lanzamiento mundial en marzo de 2023. Una adaptación de serie de televisión de anime, también de Nomad, está programada para estrenarse en abril de 2023.

## Personajes
Sitara Kaneshiya (兼志谷 シタラ Kaneshiya Sitara?)
 Seiyū: Maaya Uchida
Yumi Yotsuya (大関 小結 Yotsuya Yumi?)
 Seiyū: Eriko Matsui
Sugumi Kanagata (金潟すぐみ Kanagata Sugumi?)
 Seiyū: Atsumi Tanezaki
Yotsuyu Hirasaka (比良坂 夜露 Hirasaka Yotsuyu?)
 Seiyū: Manami Numakura
Fumika Momoshina (百科 文嘉 Momoshina Fumika?)
 Seiyū: Yui Ishikawa
Toka Shimoochiai (下落合 桃歌 Shimoochia Toka?)
 Seiyū: Yuna Taniguchi
Nodoka Takahata (高幡 のどか Takahata Nodoka?)
 Seiyū: Miyari Nemoto

## Contenido de la obra

### Juego móvil
El juego se anunció por primera vez el 25 de julio de 2017; También se anunció que sería desarrollado por Pyramid y publicado por Colopl, con diseños de personajes de Fumikane Shimada, diseños de mechas de Kanetake Ebikawa y Takayuki Yanase, y música escrita por Zuntata. El juego se lanzó el 22 de enero de 2018 en iOS y Android. El juego se lanzó para PC el 4 de junio de 2019.

### Videojuego
Bajo el título  de "Alice Gear Aegis CS: Concerto of Simulatrix", la variante de consola del juego fue lanzada en Japón por Mages el 8 de septiembre de 2022 para Nintendo Switch, PlayStation 4 y PlayStation 5. Publicado por PQube, un lanzamiento mundial en el mismos sistemas está programado para su lanzamiento el 16 de marzo de 2023.

### Anime
En octubre de 2020, se anunció que el juego recibiría una adaptación de animación de video original (OVA). El OVA, titulado Alice Gear Aegis: Doki! Actress Darake no Mermaid Grand Prix fue producida por Nomad y dirigida por Hirokazu Hanai, con Rikiya Okano diseñando los personajes, Masahiro Okubo escribiendo los guiones y Zuntata componiendo la música. Fue lanzado el 15 de septiembre de 2021.
En enero de 2022, se anunció una adaptación del juego a la serie de televisión de anime. Nomad, Hirokazu Hanai y Rikiya Okano retomaron sus papeles de la OVA como productor, director y diseñador de personajes, respectivamente. Sin embargo, Kenji Sugihara reemplazó a Okubo como guionista. La serie, titulada Alice Gear Aegis Expansion, se estrenó el 3 de abril de 2023 en Tokyo MX y otras redes. El tema de apertura es "Dash and Go!" de Aina Suzuki, mientras que el tema final es "Just a little bit" de Marina Horiuchi. Sentai Filmworks obtuvo la licencia de la serie fuera de Asia, y lo transmitió en Hidive.